# FC Machida Zelvia
FC Machida Zelvia (jap. フットボールクラブ町田ゼルビア) – japoński klub piłkarski, mający siedzibę w Machidzie, założony w 1989 roku, grający w rozgrywkach J1 League.

## Obecny skład
Stan na 21 lipca 2024
| Nr | Poz. | Piłkarz                                       |
| -- | ---- | --------------------------------------------- |
| 1  | BR   | Kosei Tani (wypożyczony z Gamby Osaka)        |
| 2  | OB   | Masayuki Okuyama                              |
| 3  | OB   | Gen Shoji                                     |
| 4  | OB   | Jurato Ikeda                                  |
| 5  | OB   | Ibrahim Drešević                              |
| 6  | OB   | Junya Suzuki                                  |
| 8  | PO   | Keiya Sento                                   |
| 9  | NA   | Shota Fujio                                   |
| 10 | NA   | Na Sang-ho                                    |
| 11 | NA   | Erik                                          |
| 14 | OB   | Jang Min-gyu                                  |
| 15 | NA   | Mitchell Duke                                 |
| 18 | PO   | Hokuto Shimoda                                |
| 19 | NA   | Takaya Numata                                 |
| 22 | NA   | Kazuki Fujimoto                               |
| 25 | OB   | Daiki Sugioka (wypożyczony z Shonan Bellmare) |
| 26 | OB   | Kotaro Hayashi                                |

| Nr | Poz. | Piłkarz                                        |
| -- | ---- | ---------------------------------------------- |
| 28 | BR   | Louis Yamaguchi                                |
| 30 | NA   | Yuki Nakashima                                 |
| 33 | OB   | Henry Heroki Mochizuki                         |
| 37 | NA   | Kosei Ashibe                                   |
| 38 | PO   | Tenshiro Takasaki                              |
| 39 | NA   | Byron Vásquez                                  |
| 41 | PO   | Takuya Yasui                                   |
| 42 | BR   | Koki Fukui                                     |
| 44 | OB   | Yoshitaka Aoki                                 |
| 45 | PO   | Kai Shibato (wypożyczony z Urawa Red Diamonds) |
| 47 | PO   | Shunta Araki                                   |
| 49 | NA   | Kanji Kuwayama                                 |
| 50 | BR   | Anton Burns                                    |
| 55 | OB   | Daisuke Matsumoto                              |
| 90 | NA   | Oh Se-hun (wypożyczony z Shimizu S-Pulse)      |
| 99 | PO   | Daigo Takahashi                                |

### Zawodnicy na wypożyczeniu
Stan na 21 lipca 2024
| Nr | Poz. | Piłkarz                                                                       |
| -- | ---- | ----------------------------------------------------------------------------- |
|    | OB   | Soichiro Fukaminato (na wypożyczeniu w Kamatamare Sanuki do 31 stycznia 2025) |
|    | PO   | Sho Fuseya (na wypożyczeniu w Kataller Toyama do 31 stycznia 2025)            |
|    | PO   | Ken Higuchi (na wypożyczeniu w Okinawa SV do 31 stycznia 2025)                |
|    | NA   | Yu Hirakawa (na wypożyczeniu w Bristol City do 30 czerwca 2024)               |
|    | PO   | Shuto Inaba (na wypożyczeniu w Kagoshima United do 31 stycznia 2025)          |
|    | NA   | Atsushi Kurokawa (na wypożyczeniu w Mito HollyHock do 31 stycznia 2025)       |
|    | OB   | Kai Miki (na wypożyczeniu w SC Sagamihara do 31 stycznia 2025)                |
|    | OB   | Takumi Narasaka (na wypożyczeniu w Kamatamare Sanuki do 31 stycznia 2025)     |
|    | PO   | Yohei Okuyama (na wypożyczeniu w Renofa Yamaguchi do 31 stycznia 2025)        |
|    | NA   | Daiki Sato (na wypożyczeniu w Blaublitz Akita do 31 stycznia 2025)            |
|    | OB   | Mizuki Uchida (na wypożyczeniu w Kamatamare Sanuki do 31 stycznia 2025)       |
|    | PO   | Zento Uno (na wypożyczeniu w Shimizu S-Pulse do 31 stycznia 2025)             |